# 和歌山県第3区
和歌山県第3区（わかやまけんだい3く）は、日本の衆議院議員総選挙における選挙区である。1994年（平成6年）の公職選挙法改正で設置。2022年に廃止され、全域が2区の区域に変更されている。

## 区域
2022年（令和4年）の公職選挙法改正で廃止され、全域は2区に編入された（実際には旧2区が分割され、岩出市と紀の川市以外の旧2区の市町村と、旧3区の全域を合わせて新2区が構成されるようになった）。

### 2013年から2022年までの区域
2013年（平成25年）公職選挙法改正から2022年の小選挙区改定までの区域は以下のとおりである。2013年の区割変更により、有田市は3区から2区に移動した。
- 御坊市
- 田辺市
- 新宮市
- 有田郡
- 日高郡
- 西牟婁郡
- 東牟婁郡

### 2013年以前の区域
1994年（平成6年）公職選挙法改正から2013年の小選挙区改定までの区域は以下のとおりである。
- 有田市
- 御坊市
- 田辺市
- 新宮市
- 有田郡
- 日高郡
- 西牟婁郡
- 東牟婁郡

## 歴史
当区は、小選挙区制開始以降一貫して二階俊博を小選挙区で当選させ続けている選挙区である。2012年の第46回衆議院議員総選挙以降は二階が得票率60%を割らず得票し続けている保守王国であり、特に二階の地盤である御坊市は二階王国とも呼ばれる。
参議院議員の世耕弘成の地盤の新宮市も本選挙区内に属した。
中選挙区時代の旧和歌山2区から御坊市を地盤とする二階俊博・日高郡を地盤とする野田実・田辺市を地盤とする東力の3人が議席を巡って争ってきた。
1996年の小選挙区制開始時には自由民主党は協議の末、「前回当選の野田の3区立候補及び元職の東の1区転出」を決定し、新進党に籍を置き、頭角を表しつつあった二階への対抗を目指した。その結果、東は落選、野田は二階に敗れて比例復活で当選するが、選挙での買収事件による連座制の適用により、失職した。その後引退を表明。
2000年の選挙では、小沢一郎率いる自由党から分離して保守党を結党したばかりの二階に東が無所属で挑戦したが大差で敗北。東も引退を表明した。
2003年の選挙後は二階が自民党に合流し、以降の選挙では毎回二階が他候補をダブルスコア〜トリプルスコアで突き放す圧勝を繰り返した。しかし、第45回衆議院議員総選挙では苦しい戦いとなり、民主党の玉置公良相手に辛くも勝利するも、比例復活を許した。その玉置は2012年の46回選挙には出馬せず、民主が不戦敗で維新・共産との戦いとなり、二階が約60%の得票率で当選した。
ただ、第48回衆議院議員総選挙においては御坊市の二階の得票数は6,715票に対し、対立候補（共産・楠本文郎）の得票数は5,099票と、二階の得票率はお膝元の御坊市が3区の市町村の中で最も低い。後に楠本は2019年和歌山県議会議員選挙において定数1の御坊市から当選を果たしている。この前年には御坊市長選挙をめぐって保守分裂選挙が行われたことも挙げられる。
前回選挙では御坊市において苦戦した後の勝利であったが、第49回衆議院議員総選挙においては御坊市の二階の得票数は7,993票（70.2%）に対し、次点の候補（共産・畑野良弘）の得票数は1,674票（14.7%）と圧倒的な勝利をした（これは全体の得票率の69.3%よりも高い）。
第50回衆議院議員総選挙から区割り変更案が示されている地域であり、10増10減の対象地域となっている。和歌山県は3選挙区から2選挙区に削減となり、10増10減の案が可決されたことから当選挙区は廃止された。なお二階俊博は政界を引退し、その息子である二階伸康が新2区から出馬するも、参議院和歌山県選挙区からくら替え出馬した世耕弘成に敗れる結果となっている。

## 小選挙区選出議員
| 選挙名                 | 年                 | 当選者   | 党派       | 備考   |
| ---------------------- | ------------------ | -------- | ---------- | ------ |
| 第41回衆議院議員総選挙 | 1996年（平成8年）  | 二階俊博 | 新進党     | 旧区域 |
| 第42回衆議院議員総選挙 | 2000年（平成12年） | 二階俊博 | 保守党     | 旧区域 |
| 第43回衆議院議員総選挙 | 2003年（平成15年） | 二階俊博 | 保守新党   | 旧区域 |
| 第44回衆議院議員総選挙 | 2005年（平成17年） | 二階俊博 | 自由民主党 | 旧区域 |
| 第45回衆議院議員総選挙 | 2009年（平成21年） | 二階俊博 | 自由民主党 | 旧区域 |
| 第46回衆議院議員総選挙 | 2012年（平成24年） | 二階俊博 | 自由民主党 | 旧区域 |
| 第47回衆議院議員総選挙 | 2014年（平成26年） | 二階俊博 | 自由民主党 |        |
| 第48回衆議院議員総選挙 | 2017年（平成29年） | 二階俊博 | 自由民主党 |        |
| 第49回衆議院議員総選挙 | 2021年（令和3年）  | 二階俊博 | 自由民主党 |        |

## 選挙結果
時の内閣：第1次岸田内閣 解散日：2021年10月14日 公示日：2021年10月19日
当日有権者数：25万261人 最終投票率：62.32%（前回比：2.54%） （全国投票率：55.93%（2.25%））
| 当落 | 候補者名 | 年齢 | 所属党派     | 新旧 | 得票数    | 得票率 | 惜敗率 | 推薦・支持                 | 重複 |
| ---- | -------- | ---- | ------------ | ---- | --------- | ------ | ------ | -------------------------- | ---- |
| 当   | 二階俊博 | 82   | 自由民主党   | 前   | 102,834票 | 69.34% | ――     | 公明党推薦                 |      |
|      | 畑野良弘 | 61   | 日本共産党   | 新   | 20,692票  | 13.95% | 20.12% | 社会民主党和歌山県連合推薦 |      |
|      | 本間奈々 | 52   | 新党くにもり | 新   | 19,034票  | 12.83% | 18.51% |                            |      |
|      | 根来英樹 | 51   | 無所属       | 新   | 5,745票   | 3.87%  | 5.59%  |                            | ×    |

- 二階は本選挙における最高齢での当選者である（82歳8ヶ月）。
- 本間は2011年・2015年の札幌市長選挙に自由民主党推薦で、第26回参議院議員通常選挙に比例区で、2022年和歌山県知事選挙に無所属で第27回参議院議員通常選挙にNHK党で出馬し落選。

時の内閣：第3次安倍第3次改造内閣 解散日：2017年9月28日 公示日：2017年10月10日
当日有権者数：26万3656人 最終投票率：59.78%（前回比：4.15%） （全国投票率：53.68%（1.02%））
| 当落 | 候補者名 | 年齢 | 所属党派   | 新旧 | 得票数    | 得票率 | 惜敗率 | 推薦・支持                 | 重複 |
| ---- | -------- | ---- | ---------- | ---- | --------- | ------ | ------ | -------------------------- | ---- |
| 当   | 二階俊博 | 78   | 自由民主党 | 前   | 109,488票 | 72.95% | ――     | 公明党推薦                 |      |
|      | 楠本文郎 | 63   | 日本共産党 | 新   | 40,608票  | 27.05% | 37.09% | 社会民主党和歌山県連合支持 |      |

- 楠本は2019年の和歌山県議会議員選挙（御坊市選挙区）に立候補し当選。

時の内閣：第2次安倍改造内閣 解散日：2014年11月21日 公示日：2014年12月2日
当日有権者数：26万6640人 最終投票率：55.63%（前回比：9.57%） （全国投票率：52.66%（6.66%））
| 当落 | 候補者名 | 年齢 | 所属党派   | 新旧 | 得票数    | 得票率 | 惜敗率 | 推薦・支持 | 重複 |
| ---- | -------- | ---- | ---------- | ---- | --------- | ------ | ------ | ---------- | ---- |
| 当   | 二階俊博 | 75   | 自由民主党 | 前   | 108,257票 | 76.50% | ――     | 公明党推薦 |      |
|      | 原矢寸久 | 63   | 日本共産党 | 新   | 33,260票  | 23.50% | 30.72% |            | ○    |

時の内閣：野田第3次改造内閣 解散日：2012年11月16日 公示日：2012年12月4日
当日有権者数：29万6790人 最終投票率：65.20%（前回比：10.70%） （全国投票率：59.32%（9.96%））
| 当落 | 候補者名 | 年齢 | 所属党派     | 新旧 | 得票数    | 得票率 | 惜敗率 | 推薦・支持 | 重複 |
| ---- | -------- | ---- | ------------ | ---- | --------- | ------ | ------ | ---------- | ---- |
| 当   | 二階俊博 | 73   | 自由民主党   | 前   | 112,916票 | 60.43% | ――     | 公明党推薦 |      |
|      | 山下大輔 | 45   | 日本維新の会 | 新   | 52,358票  | 28.02% | 46.37% |            | ○    |
|      | 原矢寸久 | 61   | 日本共産党   | 新   | 21,570票  | 11.54% | 19.10% |            | ○    |

時の内閣：麻生内閣 解散日：2009年7月21日 公示日：2009年8月18日
当日有権者数：30万4250人 最終投票率：75.90%（前回比：3.42%） （全国投票率：69.28%（1.77%））
| 当落 | 候補者名 | 年齢 | 所属党派   | 新旧 | 得票数    | 得票率 | 惜敗率 | 推薦・支持 | 重複 |
| ---- | -------- | ---- | ---------- | ---- | --------- | ------ | ------ | ---------- | ---- |
| 当   | 二階俊博 | 70   | 自由民主党 | 前   | 117,237票 | 52.06% | ――     | 公明党推薦 | ○    |
| 比当 | 玉置公良 | 54   | 民主党     | 新   | 102,342票 | 45.44% | 87.29% |            | ○    |
|      | 湊侑子   | 26   | 幸福実現党 | 新   | 5,634票   | 2.50%  | 4.81%  |            |      |

時の内閣：第2次小泉改造内閣 解散日：2005年8月8日 公示日：2005年8月30日
当日有権者数：31万2730人 最終投票率：72.48%（前回比：7.22%） （全国投票率：67.51%（7.65%））
| 当落 | 候補者名 | 年齢 | 所属党派   | 新旧 | 得票数    | 得票率 | 惜敗率 | 推薦・支持 | 重複 |
| ---- | -------- | ---- | ---------- | ---- | --------- | ------ | ------ | ---------- | ---- |
| 当   | 二階俊博 | 66   | 自由民主党 | 前   | 145,735票 | 66.42% | ――     |            | ○    |
|      | 真鍋晃篤 | 34   | 民主党     | 新   | 53,532票  | 24.40% | 36.73% |            | ○    |
|      | 上田稔   | 58   | 日本共産党 | 新   | 20,140票  | 9.18%  | 13.82% |            |      |

時の内閣：第1次小泉第2次改造内閣 解散日：2003年10月10日 公示日：2003年10月28日
当日有権者数：31万5076人 最終投票率：65.26%（前回比：6.87%） （全国投票率：59.86%（2.63%））
| 当落 | 候補者名 | 年齢 | 所属党派   | 新旧 | 得票数    | 得票率 | 惜敗率 | 推薦・支持 | 重複 |
| ---- | -------- | ---- | ---------- | ---- | --------- | ------ | ------ | ---------- | ---- |
| 当   | 二階俊博 | 64   | 保守新党   | 前   | 148,274票 | 78.37% | ――     |            |      |
|      | 上田稔   | 56   | 日本共産党 | 新   | 40,930票  | 21.63% | 27.60% |            |      |

時の内閣：第1次森内閣 解散日：2000年6月2日 公示日：2000年6月13日
当日有権者数：31万5837人 最終投票率：72.13%（前回比：4.38%） （全国投票率：62.49%（2.84%））
| 当落 | 候補者名 | 年齢 | 所属党派   | 新旧 | 得票数    | 得票率 | 惜敗率 | 推薦・支持 | 重複 |
| ---- | -------- | ---- | ---------- | ---- | --------- | ------ | ------ | ---------- | ---- |
| 当   | 二階俊博 | 61   | 保守党     | 前   | 138,527票 | 63.08% | ――     |            |      |
|      | 東力     | 58   | 無所属     | 元   | 55,546票  | 25.30% | 40.10% |            | ×    |
|      | 林勤     | 48   | 日本共産党 | 新   | 25,516票  | 11.62% | 18.42% |            |      |

- 東は前回1区から出馬。与党が二階を統一候補として擁立したことに反発し無所属で立候補。

時の内閣：第1次橋本内閣 解散日：1996年9月27日 公示日：1996年10月8日
当日有権者数：31万4569人 最終投票率：76.51% （全国投票率：59.65%（8.11%））
| 当落 | 候補者名 | 年齢 | 所属党派   | 新旧 | 得票数    | 得票率 | 惜敗率 | 推薦・支持 | 重複 |
| ---- | -------- | ---- | ---------- | ---- | --------- | ------ | ------ | ---------- | ---- |
| 当   | 二階俊博 | 57   | 新進党     | 前   | 115,681票 | 49.24% | ――     |            |      |
| 比当 | 野田実   | 59   | 自由民主党 | 前   | 101,074票 | 43.03% | 87.37% |            | ○    |
|      | 原矢寸久 | 44   | 日本共産党 | 新   | 18,155票  | 7.73%  | 15.69% |            |      |

- 野田はこの選挙での買収事件により秘書が逮捕され、連座制適用により98年に失職した。これは失職規定適用第1号となる。